# Barika
Barika (în arabă بريكة) este o comună din provincia Batna, Algeria.
Populația comunei este de 104.388 locuitori (2008).